# Hôtel des Invalides (film)
Pour plus de détails, voir Fiche technique et Distribution.
Hôtel des Invalides est un film documentaire français de Georges Franju sorti en 1951.
Une visite du musée de l'Armée, au sein de l'hôtel des Invalides, que le commentaire transforme en un réquisitoire contre les horreurs de la guerre.

## Fiche technique
- Titre : Hôtel des Invalides
- Réalisation : Georges Franju
- Scénario : Georges Franju
- Commentaire : Georges Franju, dit par Michel Simon
- Production : 	 Forces et Voix de France
- Photographie : Marcel Fradetal
- Musique : Maurice Jarre
- Son : Pierre Vuillemin
- Pays d'origine : France
- Format : Noir et blanc - 1.37:1 — son monophonique - 35 mm
- Genre : Documentaire
- Durée : 22 minutes
- Date de sortie : 1951